# Нурма (Тосненський район)
Ну́рма (рос. Нурма) — село в Тосненському районі Ленінградської області, Росія.